# Blas Infante

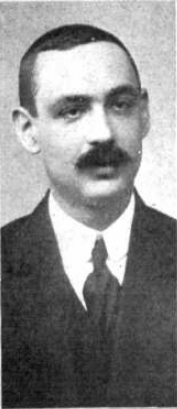
Blas Infante, ca. 1914

Blas Infante Pérez de Vargas (Casares, 5 juli 1885 – Sevilla, 11 augustus 1936) was een Spaanse politicus, schrijver, historicus en musicoloog. Hij wordt gezien als de vader van het Andalusisch nationalisme (Padre de la Patria Andaluza).

## Levensloop
Blas Infante was de zoon van Luis Andrade, secretaris van de rechtbank van Casares, en zijn vrouw Ginesa Pérez de Vargas. Hij ging naar school in Archidona en studeerde in 1899 af met een baccalaureaatsexamen.
Door de economische crisis van 1898, nadat Spanje zijn koloniën in Amerika en de Filipijnen had verloren als gevolg van de Spaans-Amerikaanse Oorlog, werd de familie van Blas getroffen door financiële problemen en werd hij gedwongen zijn studies te onderbreken. Vanaf 1900 diende hij, net als zijn vader, als griffier aan het hof van Casares, en studeerde ook rechten aan de Universiteit van Granada. In 1906 slaagde hij daar voor zijn rechtenexamen.
In 1916 kreeg hij de leiding van het Centro Andaluz de Sevilla, waar hij het tijdschrift Andalucí publiceerde. In 1920 publiceerde hij zijn boek Motamid, último rey de Sevilla. In 1923 werd het Andalusische centrum verboden door de regering van Primo de Rivera, en besloot Blas te verhuizen naar Isla Cristina, waar hij een notariskantoor opende. 
Na de proclamatie van de Tweede Spaanse Republiek in 1931, was Blas Infante voorzitter van de Junta Liberalista de Andalucía en stelde hij zich kandidaat voor de Federale Democratische Republikeinse Partij (Partido Republicano Democrático Federal). Hij kreeg echter geen parlementaire zetel.
Op 11 augustus 1936 werd hij door aanhangers van Franco op de weg van Sevilla naar Carmona gefusilleerd. Hij had voorafgaand aan zijn executie acht dagen gevangengezeten.